# バージニアビーチ
バージニアビーチ（Virginia Beach）は、アメリカ合衆国バージニア州南東端に位置する都市。バージニア州法の規定により、いずれの郡にも属さない独立市となっている。市はノーフォークの東に隣接し、同市の郊外都市となっている。1963年にプリンセス・アン郡と合併したことによって、ノーフォークの4倍以上、643km2の広い市域を有している。1950年代から1990年代にかけて高い成長を遂げ、1990年に都市圏の中心都市であるノーフォークを抜いて州最大の都市となった。2010年の国勢調査による人口は437,994人。ノーフォークを中心に、バージニアビーチを含むハンプトン・ローズ都市圏は10市9郡にまたがり、1,713,954人（2010年国勢調査） の人口を抱えている。
バージニアビーチはその名が示す通り、バージニア州きってのビーチリゾートである。チェサピーク湾から大西洋にかけて続くビーチは総延長60キロメートルにおよび、世界で最も長いビーチとしてギネスブックにも登録されている。ビーチ沿いにはホテルやモーテル、レストランが建ち並び、一大リゾート地を形成している。市の経済は主にこのビーチを中心とした観光業によって支えられている。
また、Landmarks of Our Nation's Beginning（わが国の始まりのランドマーク）という市の標語 が示すように、バージニアビーチは史上初めて北アメリカ大陸への入植を成功させたイギリス人が最初に降り立った地である。1607年、クリストファー・ニューポートとその一行は、チェサピーク湾口、現在のバージニアビーチ市域北端の岬ケープ・ヘンリー（ヘンリー岬）に上陸した。やがてニューポート一行はケープ・ヘンリーから内陸へと船を進め、ジェームズタウンを建設した。現在では、ケープ・ヘンリーにはファースト・ランディングという記念碑が立っている。

## 歴史

### 先史時代
ヨーロッパ人が入植する以前には、ハンプトン・ローズ南岸のこの地にはネイティブ・アメリカンのチェサピーク族が住み着いていた。1618年頃に発表されたウィリアム・ストラッチーの歴史書The Historie of Travaile into Virginia Britanniaによると、チェサピーク族はヨーロッパ人がこの地に入植するよりも前に、ポウハタン族に滅ばされたとされている。

### 入植からプリンセス・アン郡の創設まで

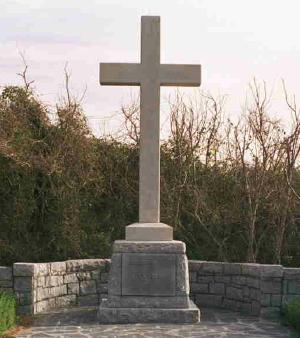
ケープ・ヘンリー記念碑

1607年、クリストファー・ニューポートは3隻の船、105人の乗組員を率いての144日間におよぶ航海の末、チェサピーク湾口のこの地に降り立ち、イングランド王ジェームズ1世の第一王子ヘンリー・フレデリック・ステュアートの名を冠してケープ・ヘンリーと名付けた。しかし、ニューポート一行はケープ・ヘンリーに長くはとどまらず、ジェームズ川を遡ってより内陸へと船を進めた。やがて同年4月26日、恒久的なイギリス人入植地としては北アメリカ史上最初のものとなったジェームズタウンを建設した。
この地に最も早く住み着いたイギリス人入植者は、イングランド・ノーフォークカウンティ・キングスリン出身のアダム・サラグッドであった。18歳で年季奉公人として大西洋を渡り、バージニア植民地に入植したサラグッドは、契約期間が明けて自由の身になると、この地域におけるリーダー的な住民となった。1629年、サラグッドは1619年に創設された4つの「シティ」（Cittie）のうちの1つであるエリザベスシティの法人議会議員に選出された。
1634年、バージニア植民地は8つのシャイアに分けられ、その後すぐに郡（カウンティ）に改名された。サラグッドはこの地を含む郡、およびこの地を流れる川に、それぞれ自らの出身地の名にちなんで、ニューノーフォーク郡、リンヘイブン川と名付けた。1637年、ニューノーフォーク郡はサラグッドの勧めで、アッパーノーフォーク郡とロウアーノーフォーク郡に分割された。ロウアーノーフォーク郡の郡域はかなり広く、東は大西洋岸から西はエリザベス河岸までにわたり、現代のポーツマス、ノーフォーク、チェサピーク、およびバージニアビーチ各市の市域にあたる地域を含んでいた。

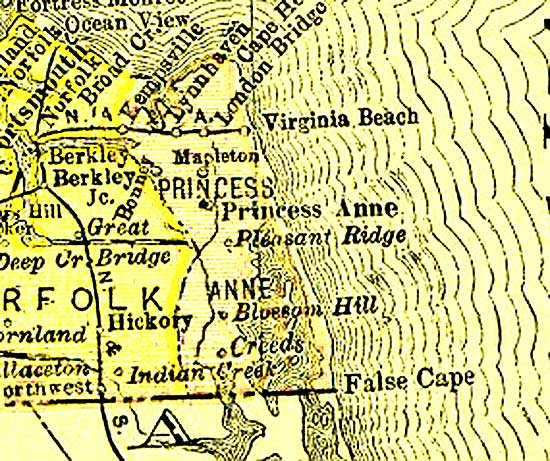
1895年に発行されたバージニア州の地図に示されたプリンセス・アン郡

ロウアーノーフォーク郡はその後1691年、ノーフォーク郡とプリンセス・アン郡に分割された。プリンセス・アン郡はハンプトン・ローズ南岸最東端の郡で、北はケープ・ヘンリーから南はノースカロライナ植民地との州境までにおよび、大西洋に面する土地すべてを含んでいた。プリンセス・アン郡は1963年まで、272年にわたって存続した。

### ビーチリゾートとしての発展
1888年にプリンセス・アン郡に鉄道と電気が敷かれ、郡内の集落シータック近くの海辺にプリンセス・アン・ホテルが建てられると、バージニアビーチは海辺のリゾート地として成長し始めた。バージニアビーチの象徴的な遊歩道であるボードウォークもこの頃に造られた。初期には、このリゾートへの交通手段は鉄道とトロリーのみであったが、1922年にノーフォークから大西洋岸までのバージニアビーチ・ブールバードが開通すると、自動車、バス、およびトラックでの交通も確立された。
バージニアビーチは1906年に正式に町として法人化された。以後1950年代に至るまで、バージニアビーチは夏の休暇地として成長し、カジノは遊園地や家族向けのアトラクションへと姿を変えていった。

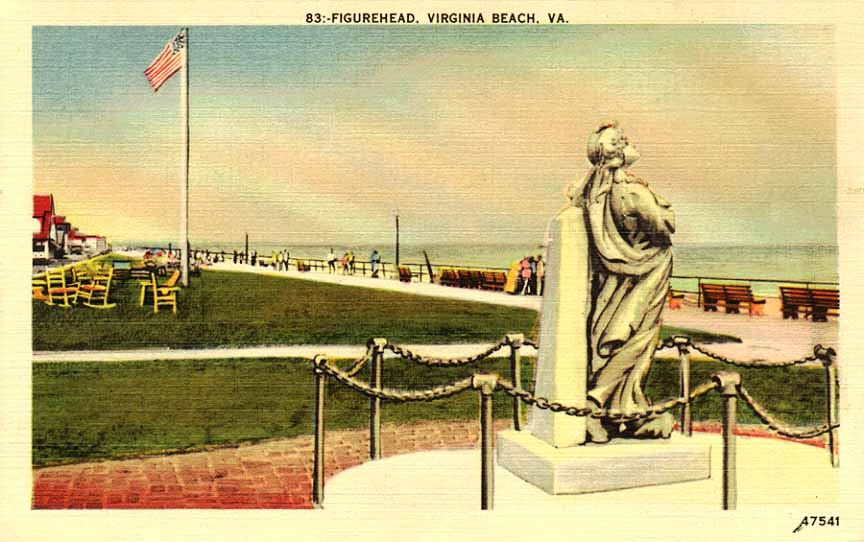
オリジナルのノルウェジアン・レディー・メモリアル（1918年）

1891年、ノルウェー船籍のバーク、ディクテイター号がバージニアビーチ近辺の海域で難破し、アメリカ合衆国救命隊（現アメリカ合衆国沿岸警備隊）による救命活動を受けた。同船の船首像はビーチに打ち上げられた後、犠牲者および救命隊員の慰霊碑・記念碑として海岸沿いに立てられ、「ノルウェジアン・レディー・メモリアル」と名付けられた。それから70年経った後、1962年に、この碑に代わる銅像2体がノルウェー人彫刻家オーヌルフ・バストの手によって制作され、バージニアビーチ、および後に姉妹都市となったノルウェーのモスの両市に立てられた。

### 大型郊外都市への成長
バージニアビーチは1952年に独立市に移行し、行政上ではプリンセス・アン郡から独立した。1963年、バージニアビーチおよびプリンセス・アン郡で住民投票が行われた結果、またバージニア州議会の承認も得て、バージニアビーチとプリンセス・アン郡は合併し、バージニアビーチの名を残したまま、新しい、より大きな独立市として統合された。その後もバージニアビーチはノーフォークの大型郊外都市として成長を続け、1990年には人口393,069人を数えてノーフォーク（当時人口261,229人）を抜き、バージニア州最大の市域人口を抱える都市になった。2003年には、ハンプトン・ローズ都市圏における「副都心」的な商業・業務中心地となるべく、官民協働でバージニアビーチ・タウンセンターの開発が始まった。

## 地理

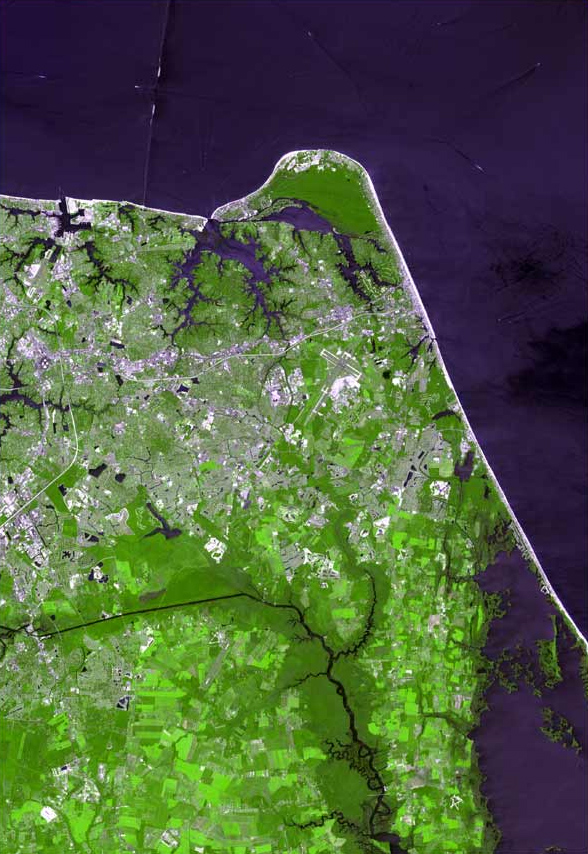
バージニアビーチの衛星写真

バージニアビーチは北緯36度51分2秒 西経75度58分40秒 / 北緯36.85056度 西経75.97778度に位置している。アメリカ合衆国国勢調査局によると、バージニアビーチ市は総面積1,288.1km²（497.3mi²）である。このうち643.1km²（248.3mi²）が陸地で645.0km²（249.0mi²）が水域である。総面積の50.07%が水域となっている。市全域にわたって、標高10フィート（約3m）前後の低く平らな土地が続く。
市域はバージニア州の南東端、チェサピーク湾口の南に広がり、大西洋に面している。バージニアビーチの西にはノーフォークおよびチェサピークが、また南にはノースカロライナ州カリタック郡が隣接する。ジェームズ川がチェサピーク湾に注ぐ河口に形成されている湾、ハンプトン・ローズの名を冠したハンプトン・ローズ都市圏（正式名称: バージニアビーチ・ノーフォーク・ニューポートニューズ都市圏）はノーフォークを中心に、バージニアビーチを含む10市9郡にまたがっている。バージニアビーチの人口が最も多いため、都市圏の正式名称の最初にはバージニアビーチの名が冠せられているが、実際には都市圏の中心となっている都市はノーフォークで、バージニアビーチはノーフォークの郊外都市としての側面が強い。ノーフォークのダウンタウンからは海岸地区まで高速道路で結ばれており、ビーチまでは約30km、車で所要20-30分ほどである。

### 気候
バージニアビーチの気候は、1年を通じて概ね温暖で、夏は蒸し暑くなる、海洋性の気候である。最も暑い月は7月で、月平均気温は26℃、最高気温の平均は30℃で、日中の最高気温が32℃（華氏90度）を超えることもある。冬は温暖で、最も寒い1月でも月平均気温は5℃、最低気温の平均は0℃である。降水量は7月から8月にかけて多く、月間120-140mmに達するが、その他の月は月間70-90mmほどで平均している。ケッペンの気候区分では、バージニアビーチはアメリカ合衆国大西洋岸や南部に広く分布している温暖湿潤気候（Cfa）に属する。

### 都市概観

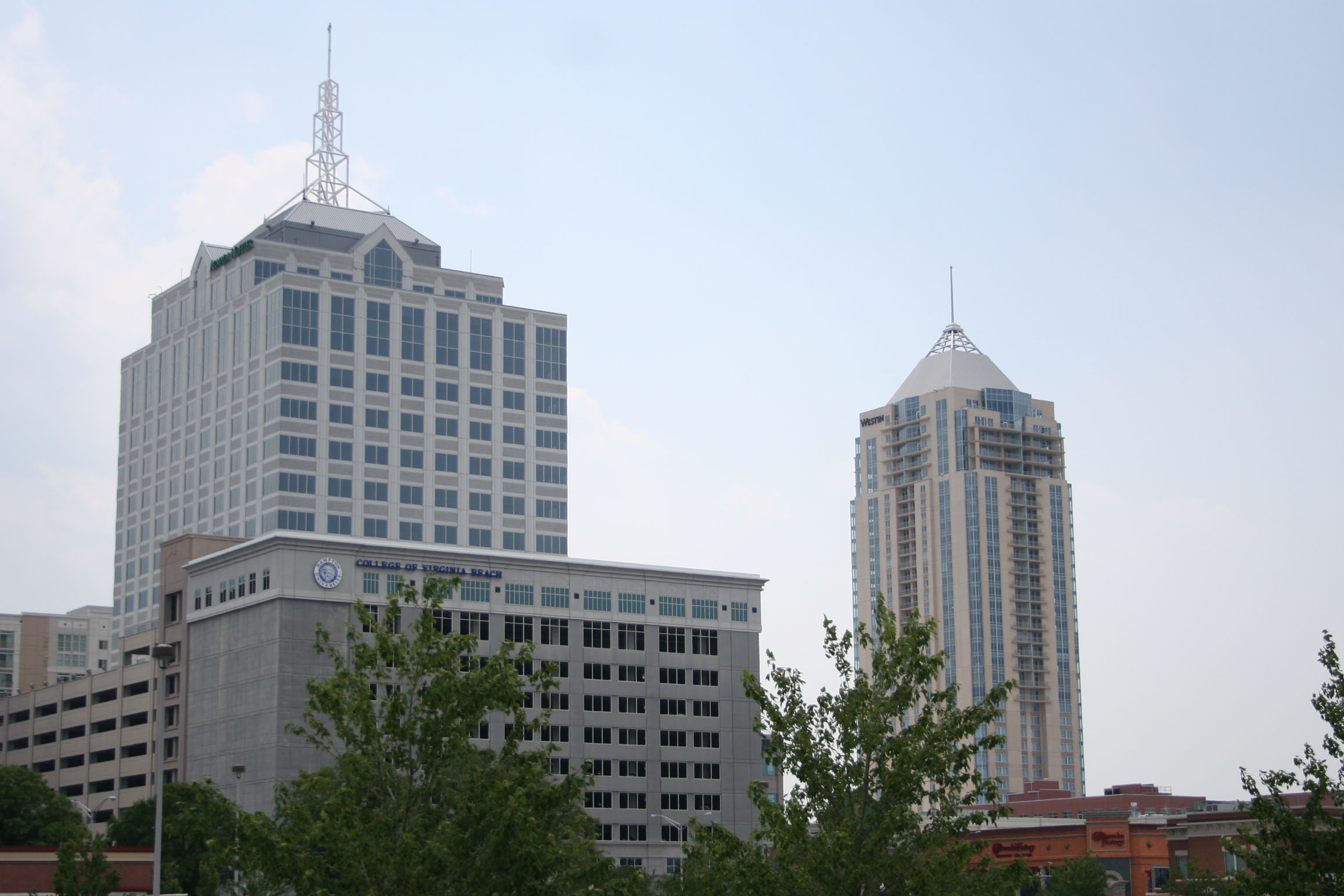
バージニアビーチ・タウンセンター。右の建物はウェスティン・バージニアビーチ・タウンセンター・アンド・レジデンシーズ。

バージニアビーチは郊外都市であるため、明確なダウンタウンを持っておらず、開発された地域の大部分には密度の低い住宅地が広がっている。古くから市内で最も賑わってきたのはリゾート・エリアで、ビーチに平行して南北に通るパシフィック・アベニュー、およびアトランティック・アベニューの2本の通り沿いにはホテルやコンドミニアムが林立している。番号のついた通りはリゾート・エリアにおいて東西に通る通りにのみ設定されており、北へ行くほど番号が大きくなる。
2000年代、バージニアビーチにもようやくバージニアビーチ・タウンセンターという、「副都心」的な小規模の業務・商業中心地が設定され、官民協働でその開発が始まった。バージニアビーチ・タウンセンターはバージニアビーチ・ブールバードとインディペンデンス・ブールバードとの交差点がその中心で、リゾート・エリアから内陸へ約16km、ノーフォークのダウンタウンとのほぼ中間に位置する。バージニアビーチ・タウンセンター内にはオフィス、会議場、ホテル、集合住宅、および各種小売店が混在し、アメリカ合衆国内の他都市における従来のダウンタウンとは異なる、職住近接型の業務・商業中心地となっている。2007年にバージニアビーチ・タウンセンター内に完成したウェスティン・バージニアビーチ・タウンセンター・アンド・レジデンシーズは、38階建て、高さ154.8mで、バージニア州内で最も高いビルである。ウェスティンはこのビルの3-16階を使用しており、17階より上はコンドミニアムになっている。
市庁舎や市地方裁判所など、市政府の機関はリゾート・エリアの南西約15km、バージニアビーチ・タウンセンターの南東約13km、プリンセス・アン地区のバージニアビーチ・ミュニシパル・センターに集中している。プリンセス・アン地区は市の地理重心に位置し、また、合併前にプリンセス・アン郡の郡庁が置かれていた地でもあった。

## 政治

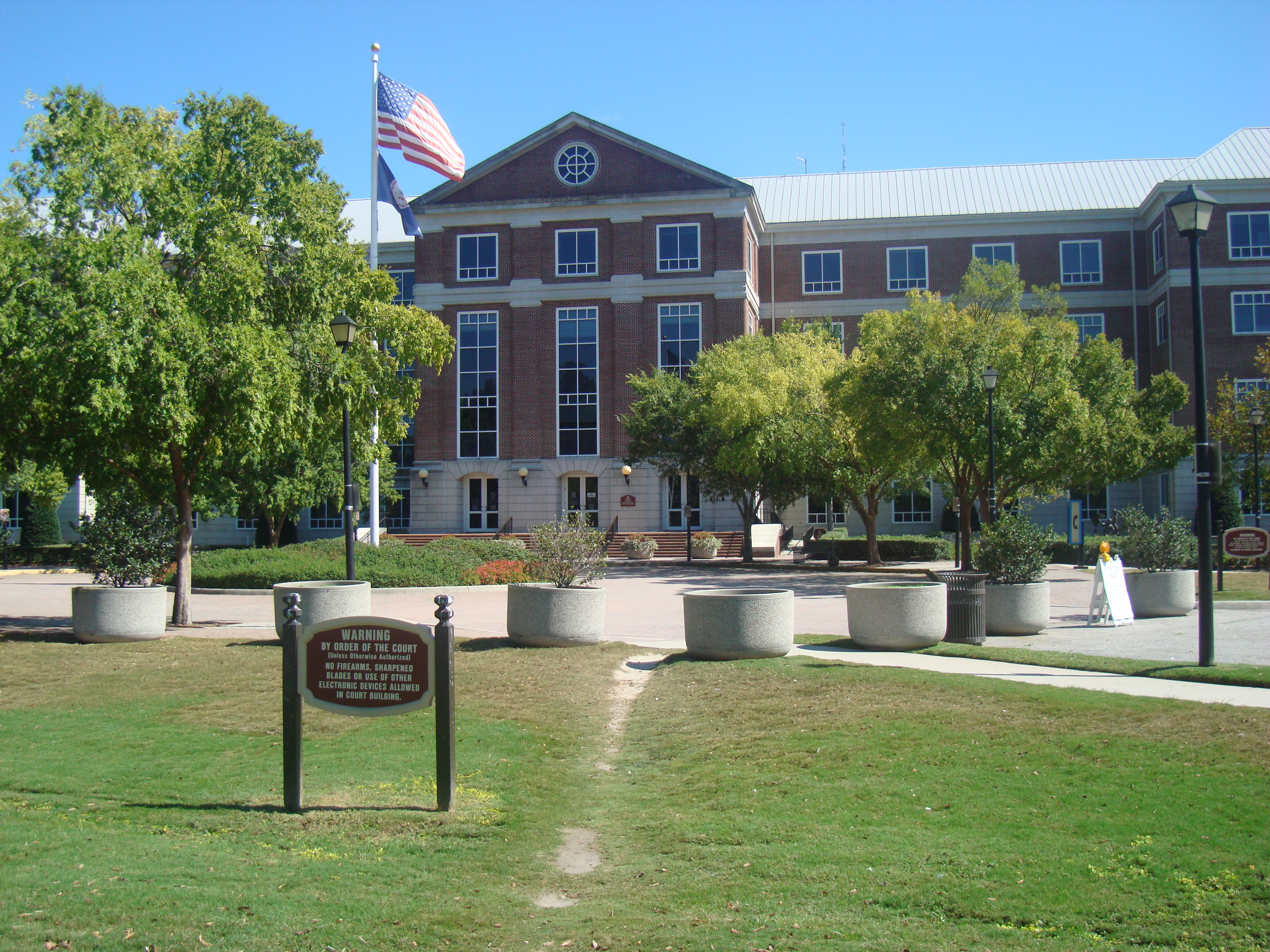
バージニアビーチ市地方裁判所

バージニアビーチは1963年1月1日に、バージニア州議会の議決によって成立した。バージニアビーチを含め、バージニア州の都市はすべて州法の規定で、いずれの郡にも属さない独立市となっている。そのため、バージニアビーチは市であると同時に郡相当の自治体でもあり、郡と同等の行政サービスが提供され、郡庁所在地と同様に州の地方裁判所も置かれている。
バージニアビーチはシティー・マネージャー制を採っている。シティー・マネージャーは市議会によって選出され、市の行政実務の最高責任者として、配下のスタッフを通して市議会の採択した政策を施行する。市の立法機関である市議会は市長および10人の議員の合計11人で成っている。10人の議員のうち7人はベイサイド、ビーチ、センタービル、ケンプスビル、リンヘイブン、プリンセス・アン、およびローズ・ホールの7選挙区からそれぞれ1人ずつ選出され、残り3人は全市からの投票で選出される。市議員とは別に全市からの投票で選出される市長は「市の顔」として、市議会の議長や対外的な公式発表など、もろもろの儀礼的な職務を行う。また、10人の議員の中から、市長を補佐し、必要に応じて代役となる副市長が選出される。市長・市議員とも、その任期は4年である。
連邦議会下院議員選挙においては、バージニアビーチはバージニア第2選挙区に属している。ノーフォークのダウンタウンを含む西隣の第3選挙区で民主党が非常に強い勢力を持っているのとは対照的に、ノーフォークの北半分とデルマーバ半島の2郡にまたがる、郊外色のやや強いこの選挙区においては、共和党の勢力がやや強い。

## 治安
バージニアビーチの犯罪率は総じて低い。CQプレス社傘下、モーガン・クイットノーによる2010年の「全米の危険な都市」ランキングでは、バージニアビーチは全米の人口75,000人以上の400都市中、危険な順で328位タイ（安全な順で72位タイ）であると報じられた。このランキングにおいてバージニアビーチより安全とされた都市の中には、バージニアビーチよりも人口の多い都市は存在しない。また、ハンプトン・ローズ7都市の中では、バージニアビーチが最も安全という結果であった。
このランキングの基となった2009年の連邦捜査局（FBI）のデータでは、バージニアビーチにおける凶悪犯罪の発生率は、殺人・強姦・強盗・傷害・夜盗・自動車窃盗のいずれにおいても全米平均より低い数値であった。以下は、これら6犯罪について、バージニアビーチおよびノーフォークでの発生率を全米平均と比較した対照表である。
| 犯罪名     | バージニアビーチ | ノーフォーク | 全米平均 |
| ---------- | ---------------- | ------------ | -------- |
| 殺人       | 4.1              | 14.5         | 5.0      |
| 強姦       | 16.0             | 43.4         | 28.7     |
| 強盗       | 103.6            | 268.0        | 133.0    |
| 傷害       | 84.8             | 330.1        | 262.8    |
| 夜盗       | 468.4            | 883.9        | 716.3    |
| 自動車窃盗 | 129.5            | 404.1        | 258.8    |

## 経済

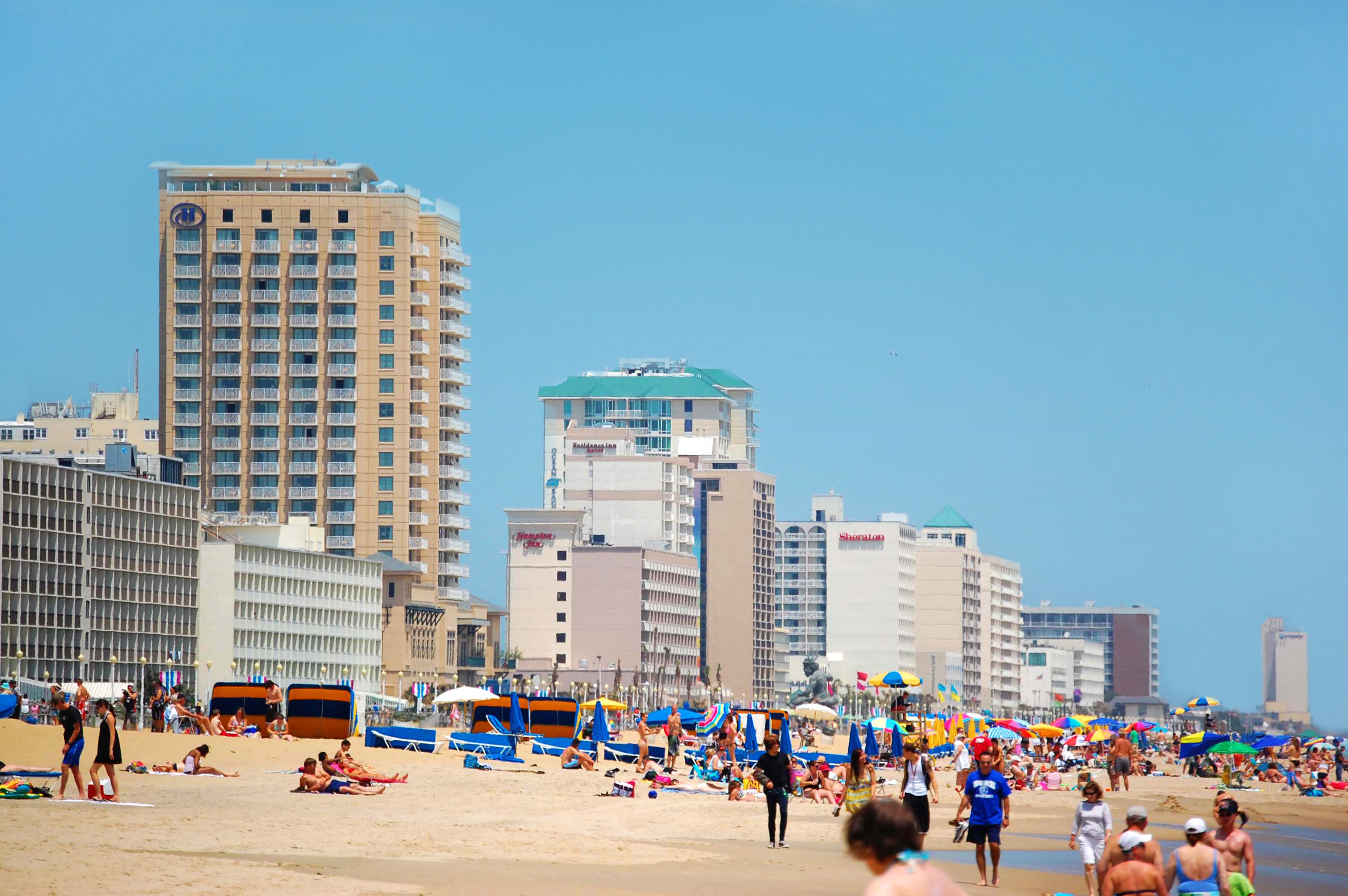
ビーチにおける観光業はバージニアビーチの地域経済にとって重要な役割を果たしている

バージニアビーチの地域経済は観光業によって支えられているところが大きい。2009年、バージニアビーチには275万人の観光客が訪れ、総額8億5700万ドルを消費し、収益は7,840万ドルに達し、15,000人の雇用につながった。バージニアビーチにおける観光業の中心となっているのは、チェサピーク湾から大西洋にかけて総延長38マイル（約61.2km）におよぶ、世界で最も長い観光ビーチとしてギネスブックにも登録されているビーチである。ビーチは市北部のチェサピーク湾岸、海岸沿いにボードウォークが設けられ、ホテルが林立するリゾート・エリア、およびその南で滞在型のコンドミニアムが数多く建つサンドブリッジに大別される。また、ホテルはリゾート・エリアのほか、バージニアビーチ・タウンセンターにも建っている。バージニアビーチにおけるホテル産業のシェアはハンプトン・ローズ都市圏全体の約4割を占めている。
観光業のほか、バージニアビーチの地域経済にとっては農業も重要である。バージニアビーチの市域内には172か所の農場があり、農地は市域面積の約1/6にあたる28,000エーカー（約113km²）を占める。農業が市にもたらす経済効果は1億3900万ドルにのぼる。バージニアビーチで生産された農産物は市の農産品市場で売られている。農産品市場は市庁舎の北西約5km、ダム・ネック・ロードとプリンセス・アン・ロードの角に位置している。
ハンプトン・ローズ都市圏における軍の重要性はバージニアビーチにおいても例外ではない。バージニアビーチにはオシアナ海軍航空基地、ダムネック海軍対水上戦闘センター、リトルクリーク統合遠征基地、およびフォート・ストーリーといった軍事基地が立地している。これらの基地によって生み出される雇用は軍人、文官をあわせて33,000人を数え、市にもたらされる経済効果は1,880万ドルにのぼる。
また、バージニアビーチの労働者の16%は小売業や卸売業に従事している。リゾート・エリアから内陸へ約10km、オシアナ海軍航空基地の西に立地するリンヘイブン・モールはバージニア州南部では最大級のショッピングモールである。このほか、バージニアビーチにおける小売業はリゾート・エリアやバージニアビーチ・タウンセンター周辺などで特に発展している。

## 交通

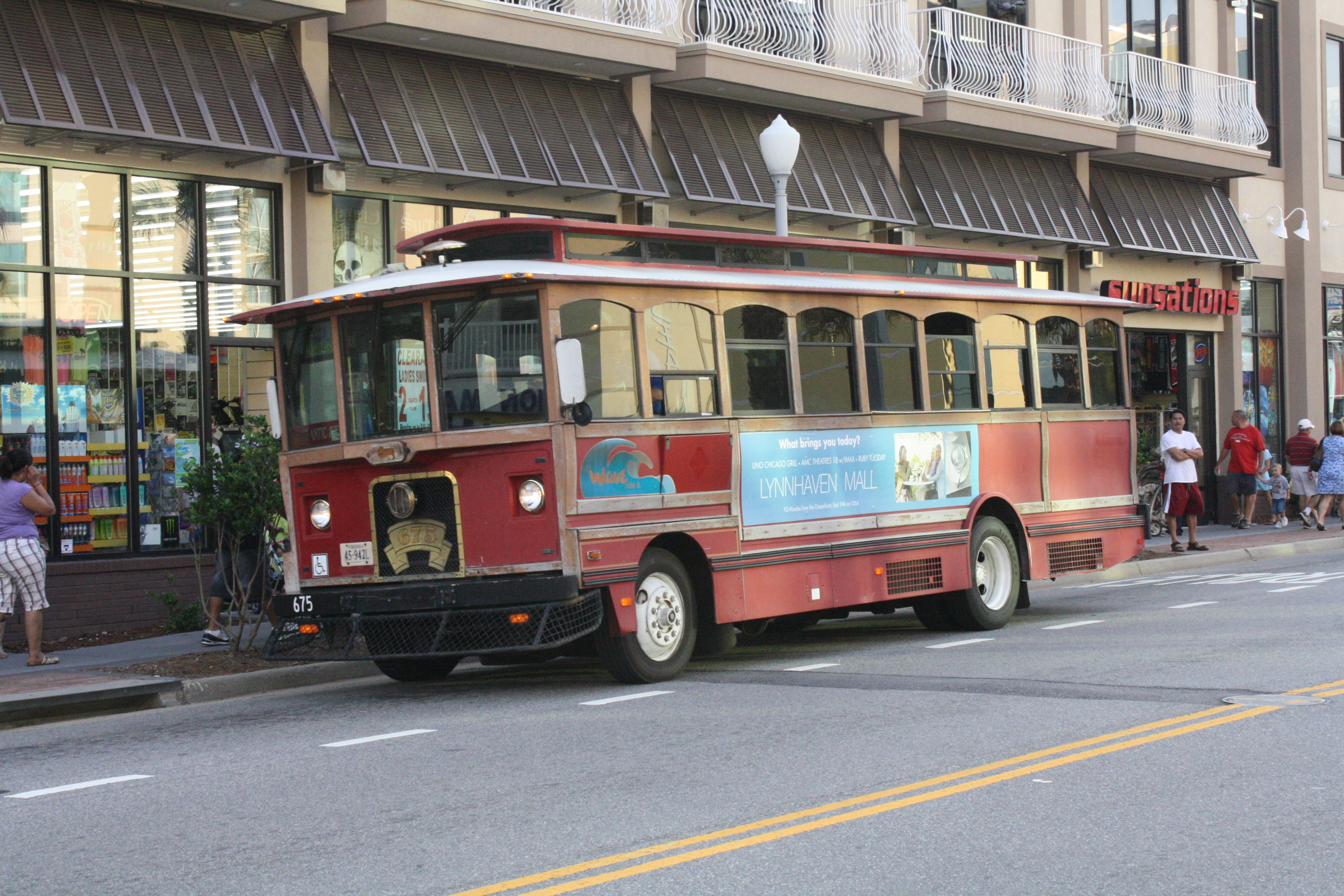
VBウェーブのトロリー

バージニアビーチを含むハンプトン・ローズ都市圏の玄関口となる空港はノーフォーク国際空港（IATA: ORF）である。この空港には4大航空会社（デルタ航空・アメリカン航空・ユナイテッド航空・サウスウエスト航空が就航しており、主要都市へ直行便が就航している。バージニアビーチ・タウンセンターから同空港へは北西へ直線距離で約9キロメートル、リゾート・エリアからは西北西へ約23キロメートルである。
バージニアビーチとノーフォーク中心部との間は高速道路で結ばれている。この高速道路は州間高速道路I-64の支線の1つであるI-264に指定されており、ビーチ・エリアからタウンセンターの南を通り、ノーフォーク市東部でハンプトン・ローズ環状線の東側と南側をなしているI-64本線と交わる。I-64はハンプトン・ローズ都市圏、州都リッチモンド、アパラチア山脈東麓の山岳地帯を結び、バージニア州を東西に横断する高速道路である。ハンプトン・ローズ対岸のニューポートニューズやハンプトンとは、ノーフォークから橋と海底トンネルで結ばれている。また、チェサピーク湾には、バージニアビーチとデルマーバ半島とを結ぶ、全長約28.3キロメートル のチェサピーク・ベイ・ブリッジ・トンネルが架かっている。
グレイハウンドのバスターミナルはバージニアビーチ・ブールバード沿い、リゾート・エリアから内陸へ約1.5キロメートルのところにあり、ノーフォーク経由リッチモンド方面の中長距離バスが発着する。また、トゥデイズ・バスはバージニアビーチとニューヨークを結ぶバスを運行しており、ノーフォークとの市境に近いニュータウン・ロード沿いのバスターミナルから発着している。アムトラックのノーフォーク駅からニューヨーク・ボストン方面への北東回廊の長距離列車が発着する。ノーフォーク駅からバージニアビーチに連絡バス「アムトラック・スルーウェイ」が運行されている。
バージニアビーチにおける公共交通は、ノーフォークを中心にハンプトン・ローズ都市圏の7市にまたがる、ハンプトン・ローズ交通（HRT）の運行する路線バス網によってカバーされている。また、リゾート・エリアでは、HRTは夏季のみ、VBウェーブというハイブリッドシャトルバスを4系統運行している。

## 教育

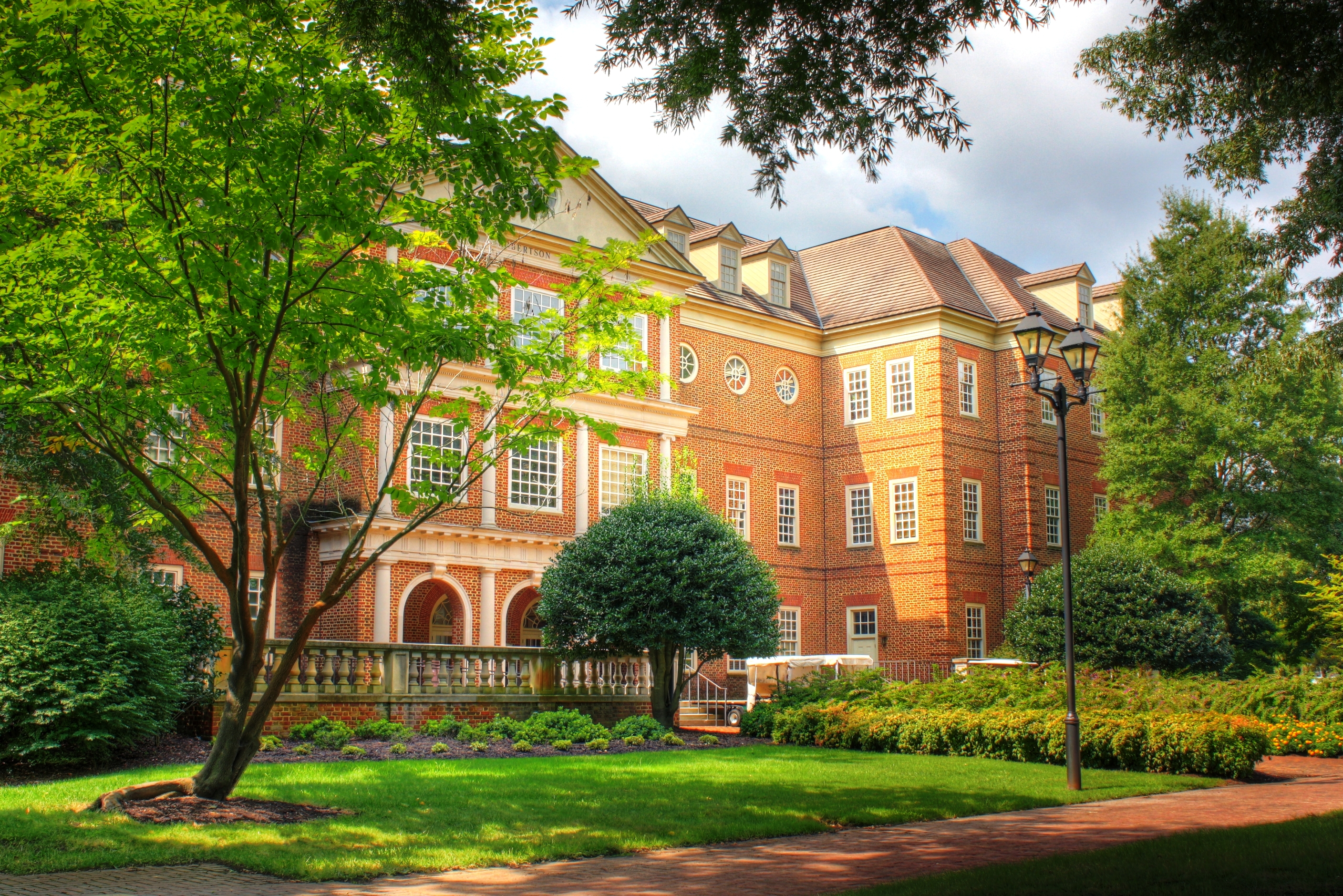
リージェント大学

バージニアビーチには2校の4年制大学がキャンパスを置いている。リージェント大学は1978年創立のキリスト教超教派の中規模私立総合大学で、58の専攻プログラムを有し、学部生・大学院生あわせて約5,500人の学生を抱えている。同学は創立当初は大学院大学であったが、2000年に学部を設置した。同学は市西部のI-64沿い、大西洋岸からは約26km内陸に、ジョージア建築の校舎が建ち並ぶ70エーカー（約283,000m²）のキャンパスを構えている。バージニア・ウェズリアン大学は1961年に創立されたメソジスト系のリベラル・アーツ・カレッジである。同学は約1,400人の学生を抱え、リージェント大学の北約7km、ノーフォーク国際空港の近くに、バージニアビーチとノーフォークの両市域にまたがる300エーカー（約1,200,000m²）のキャンパスを構えている（ただし、同学の住所はノーフォークになっている）。
加えて、バージニア大学はバージニアビーチ・タウンセンターの近くに、またバージニア工科大学はノーフォーク国際空港の近くに、それぞれ生涯学習コースを開講するサテライトキャンパスを置いている。バージニア大学のバージニアビーチキャンパスでは学校図書館メディアコースのみが開講されている。一方、バージニア工科大学ハンプトンローズセンターは、工学、情報技術、技術教育などのコースを開講している。また、オールド・ドミニオン大学はノーフォーク州立大学および地元のタイドウォーター・コミュニティ・カレッジとの提携の下に、プリンセス・アン地区にバージニアビーチ高等教育センターを設け、学部および大学院の専攻科目の一部を開講している。
バージニアビーチにおけるK-12課程は、バージニアビーチ市公立学区の管轄下にある公立学校によって支えられている。同学区はハンプトン・ローズ地域最大の学区で、小学校56校、中学校14校、高校11校を有し、約69,000人の児童・生徒を抱えている。このほか、バージニアビーチにはカトリック系やキリスト友会系などの私立学校もいくつか立地している。

## 文化

### 文化施設と名所

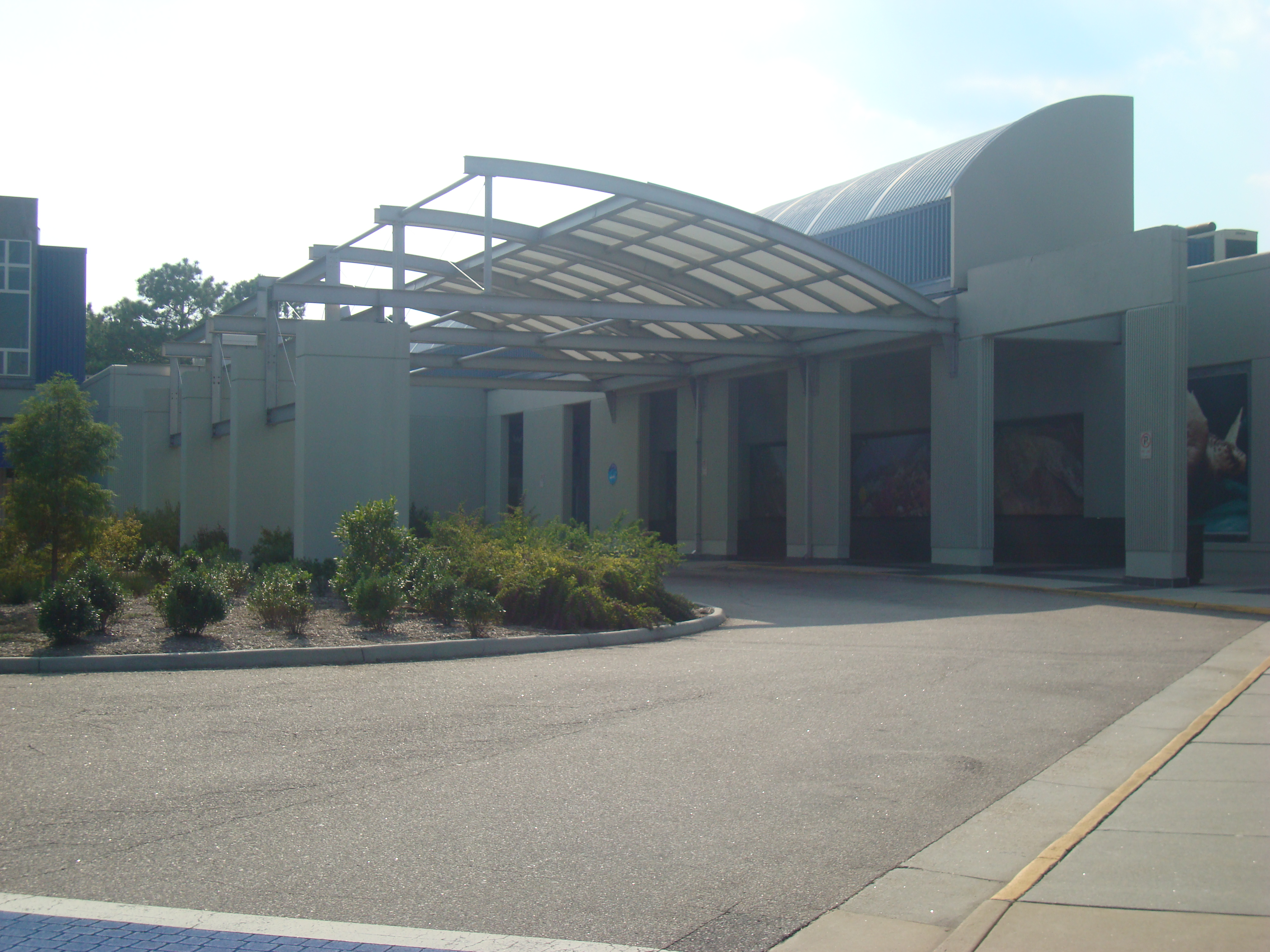
バージニア水族館・海洋科学センター

バージニア水族館・海洋科学センターはリゾート・エリアの南に立地している。同館はバージニア州の河川からチェサピーク湾を経て大西洋の深みへと至る水域を再現し、各々の環境に生きる水生動物を飼育・展示するメインの水族館であるベイ・アンド・オーシャン館のほか、湿地帯に生きるカナダカワウソ、タツノオトシゴ、各種ヘビなどを飼育・展示する湿地館、自然遊歩道、屋外鳥類観察園、およびIMAXシアターを有している。また、同館で飼育されている一部の動物には触れることもできる。
バージニアビーチ・タウンセンターに立地するサンドラー演技芸術センターでは、クラシックをはじめとする各ジャンルのコンサートや映画の放映など、様々な演技芸術を催している。このホールは、2001年までバージニアビーチにあった、手狭になり陳腐化も著しかった旧来の施設に代わるものとして建てられ、2007年11月に開館した。また、ポップス、ロック、ヒップホップ、カントリーなどのコンサートは20,000席を有する、全天候型の屋外コンサート会場であるバージニアビーチ野外劇場で主に行われる。このコンサート会場は1996年に、のちにベライゾン・コミュニケーションズの傘下に入ることになるGTEをスポンサーとして、総額1,775万ドル（うち市の負担分1,075万ドル）の費用を投じて建てられた。

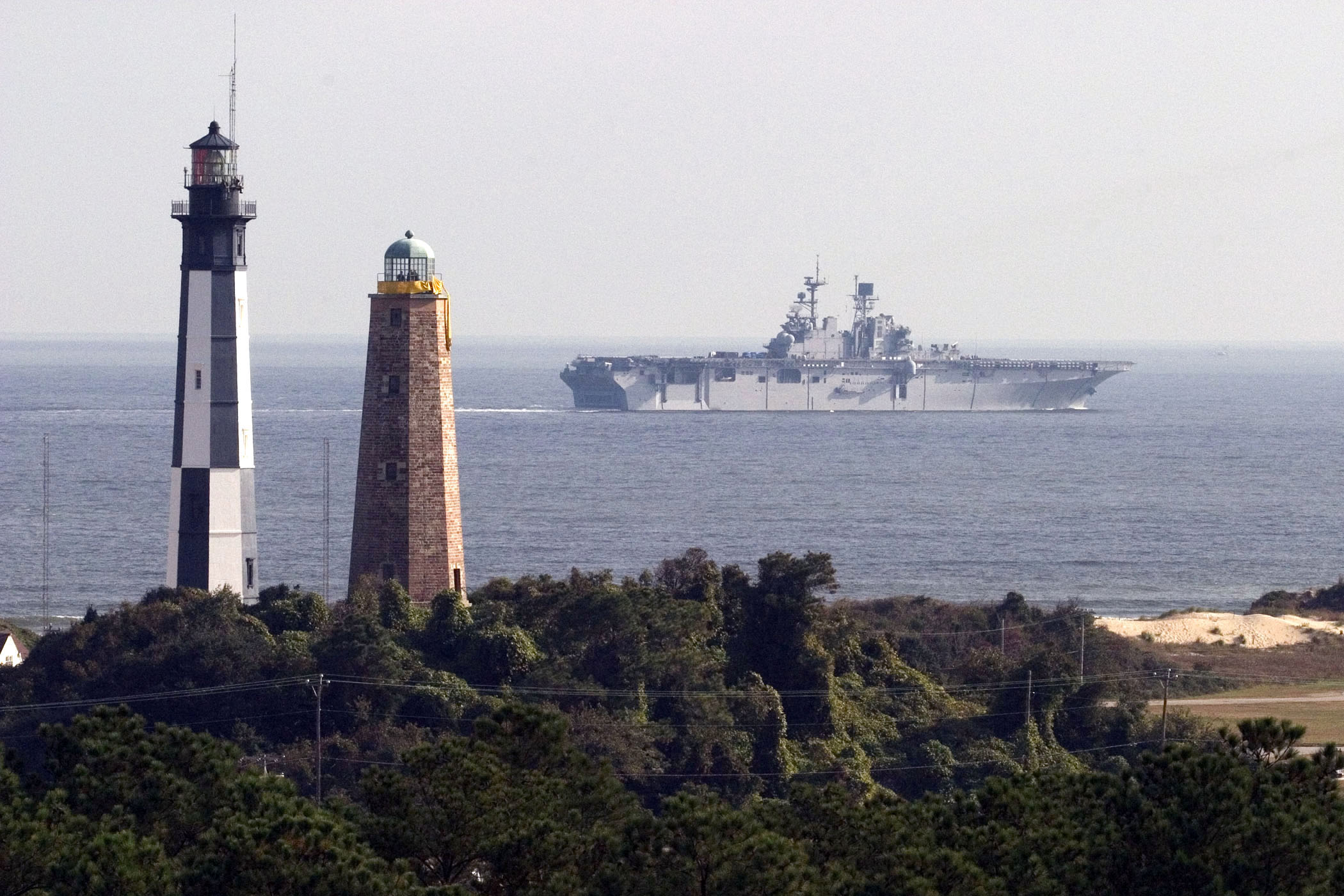
2本並んで建つケープ・ヘンリー灯台。右側が1792年に建てられた、国家歴史登録財に指定されている旧灯台。左側は1881年に建てられた新灯台で、チェサピーク湾口に立地する重要な灯台として稼働している。

アメリカ合衆国の入植史において重要な地であるバージニアビーチには歴史的な名所も数多く、22ヶ所が国家歴史登録財に指定されている。そのうちの1つ、アダム・サラグッドの家は、1680年頃にサラグッドの子孫によって建てられたものと考えられており、1957年に修復された後は博物館として一般に公開されている。ケープ・ヘンリー記念碑のすぐ近くに建つケープ・ヘンリー灯台は1792年に建てられた、アメリカ合衆国内に現存する最も古い灯台の1つである。この灯台は100年近く稼働したのち、すぐ近くに新灯台が建てられ、灯台としての役割を譲ったが、旧灯台も残された。旧灯台はその後1930年に修復され、一般に公開されている。

### 公園とレクリエーション
バージニアビーチ市内には265ヶ所の公園が設けられており、その総面積は4,000エーカー（約1,618ha）以上におよぶ。また、遊歩道および自転車道の総延長は100マイル（約161km）を超える。
リゾート・エリアの海岸沿いには3マイル（約4.8km）にわたって、バージニアビーチを象徴する遊歩道であるボードウォークが通り、ホテルやレストラン、各種ショップ、観光名所をつないでいる。1888年に初めて設けられたときにはわずか5ブロックの長さで、その名が示す通り板張りであったが、1億ドル以上を投じた延伸・改良工事によって、コンクリートで舗装され、幅が28フィート（約8.5m）に広げられ、並行して自転車道も設けられた。ボードウォーク沿い、31stストリートとのT字路の奥には、高さ34フィート（約10.4m）、重さ12.5tの海神ネプチューンの銅像が大西洋を背にして立っている。

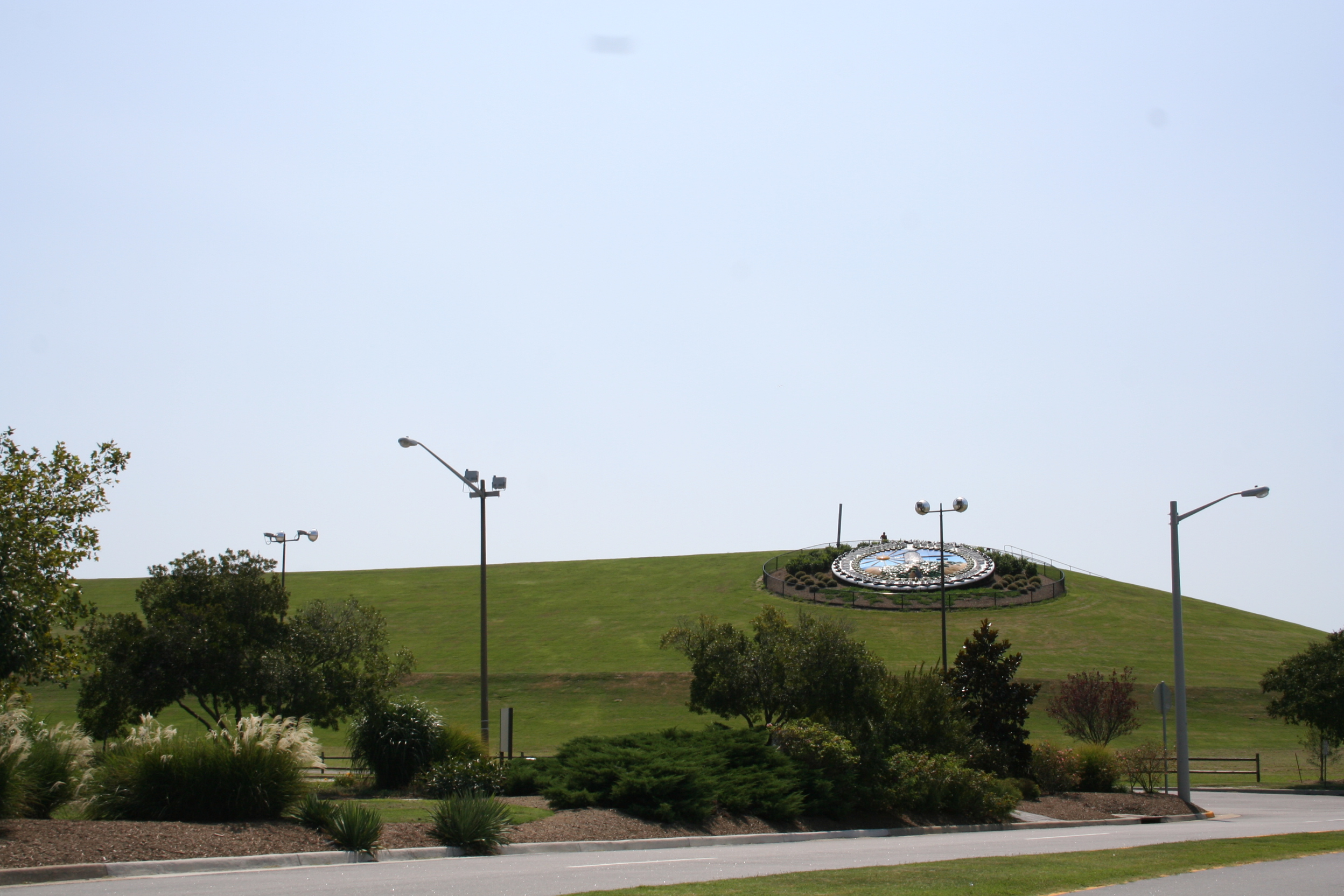
マウント・トラッシュモア公園

バージニアビーチ・タウンセンターの南東に立地するマウント・トラッシュモア公園は、もとは市のごみ埋め立て地であった場所を公園として整備したものである。同園は高さ60フィート（約18.3m）、長さ800フィート（約243.8m）の、固めた処理済みごみにの層に汚染されていない土の層をかぶせて造られた、マウント・トラッシュモアという人造の丘を中心に、人造湖や児童遊園、遊歩道などを配し、165エーカー（約67ha）の敷地を有している。同園はバージニアビーチの姉妹都市である宮崎市の萩の台公園 （マウント・トラッシュモア公園と同様にごみ埋め立て地を造成した公園）と姉妹公園提携を結んでいる。
市南部のサンドブリッジの南、大西洋とバック湾に挟まれた細長い砂州およびバック湾に浮かぶ多数の小島は、9,250エーカー（約3,743ha）にわたってバック湾国立野生生物保護区に指定されている。保護区内は砂浜、砂丘、森林、農地、湿地と多様性に富んでおり、絶滅危惧種に指定されているアカウミガメやアメリカ合衆国の国鳥であるハクトウワシのほか、フエコチドリやハヤブサなどが生息している。また、毎年12月頃には、保護区には10,000羽を超えるハクガンや各種のカモが飛来してくる。

### スポーツ
ハンプトン・ローズ都市圏のプロスポーツチームは、ほとんどが都市圏の中心都市であるノーフォークに本拠を置いている。そのノーフォークにも、4大メジャープロスポーツのチームはなく、野球のノーフォーク・タイズやアイスホッケーのノーフォーク・アドミラルズといった、下部リーグのチームが置かれているのみにとどまっている。
ボクシング世界チャンピオンのパーネル・ウィテカーらのボクシングの試合がパビリオン・コンベンション・センターなどで行われている。

全米で行われているロックンロールマラソンシリーズ（フルマラソンとハーフマラソン）を開催しており、2005年9月4日、ハーフマラソンに高橋尚子が参加して4位となった。

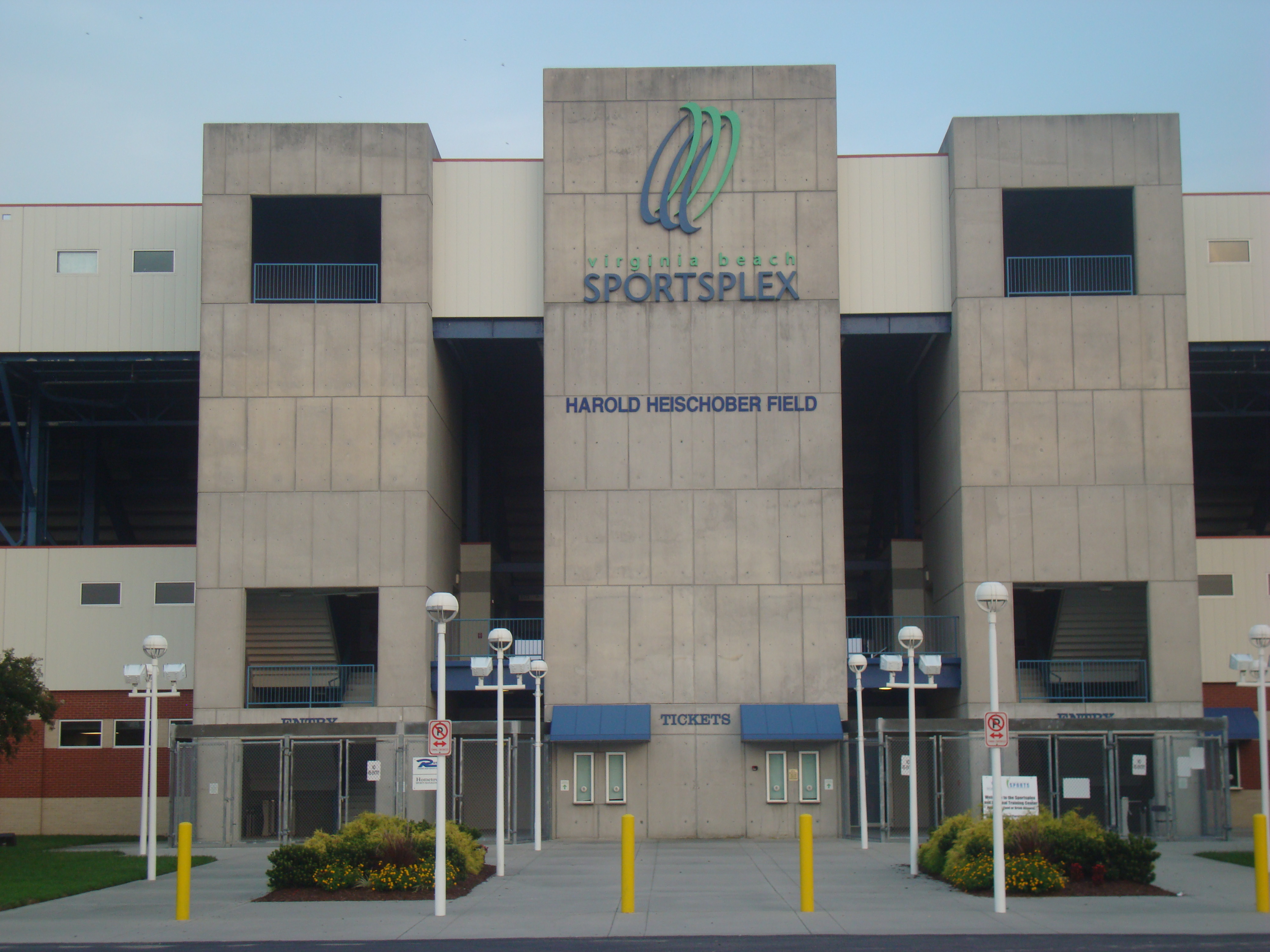
バージニアビーチ・スポーツプレックス

プリンセス・アン地区から北西へ約5km、バージニアビーチ野外劇場やタイドウォーター・コミュニティ・カレッジのキャンパスの近くには、バージニアビーチ・スポーツプレックスが立地している。この施設はスタジアム、国立フィールドホッケー・トレーニング・センター、自転車競技場、バレーボールコートのほか、バーベキューなどのイベントにも使われる芝生を有する、複合スポーツ施設である。
バージニアビーチはその立地から、サーフィンやビーチでのスポーツが盛んに行われている。バージニアビーチでは毎夏、東海岸サーフィン選手権が行われる。1961年から行われているこの大会の歴代優勝者の中には、後に世界チャンピオンになった選手も数多い。また、砂の上では、1992年に始まった北アメリカサンドサッカー選手権 や、地元のタイドウォーター・バレーボール協会主催のビーチバレーの大会 が開かれる。
広い市域を有し、もともとはリゾートでもあるバージニアビーチにはゴルフ場も数多い。バージニアビーチには公営・市営のゴルフ場が11ヶ所、民間のゴルフクラブが4ヶ所、およびオーシャーナ海軍飛行場の36ホールのエアロパインズ・ゴルフクラブが立地している。また、YMCAも9ホールのコースを有している。

### イベント
ネプチューン・フェスティバルはバージニアビーチ最大のイベントである。会期中にはスポーツや芸術、パレードなど35以上の催し物が行われ、中でも最大の催し物であるボードウォーク・ウィークエンドは500,000人以上を動員する。また、このイベントでは「王室」と称して、男性市民の中から市の顔ともなる「ネプチューン王」およびネプチューン王に準ずる「トリトン」が、また市内の高校に通う11年生の女子生徒の中から「プリンセス」がそれぞれ選ばれる。また、オーシャーナ海軍飛行場の航空ショーも同時開催され、こちらには300,000-350,000人の見物客が訪れる。

## 人口動態
都市圏人口についてはノーフォーク (バージニア州)#都市圏人口を参照のこと。
以下にバージニアビーチ市における1900年から2010年までの人口推移をグラフで示す。
| 統計年 | 人口      |
| ------ | --------- |
| 1900年 | 11,192人  |
| 1910年 | 11,526人  |
| 1920年 | 13,626人  |
| 1930年 | 16,282人  |
| 1940年 | 19,984人  |
| 1950年 | 42,277人  |
| 1960年 | 84,215人  |
| 1970年 | 172,106人 |
| 1980年 | 262,199人 |
| 1990年 | 393,069人 |
| 2000年 | 425,257人 |
| 2010年 | 437,994人 |

## 姉妹都市

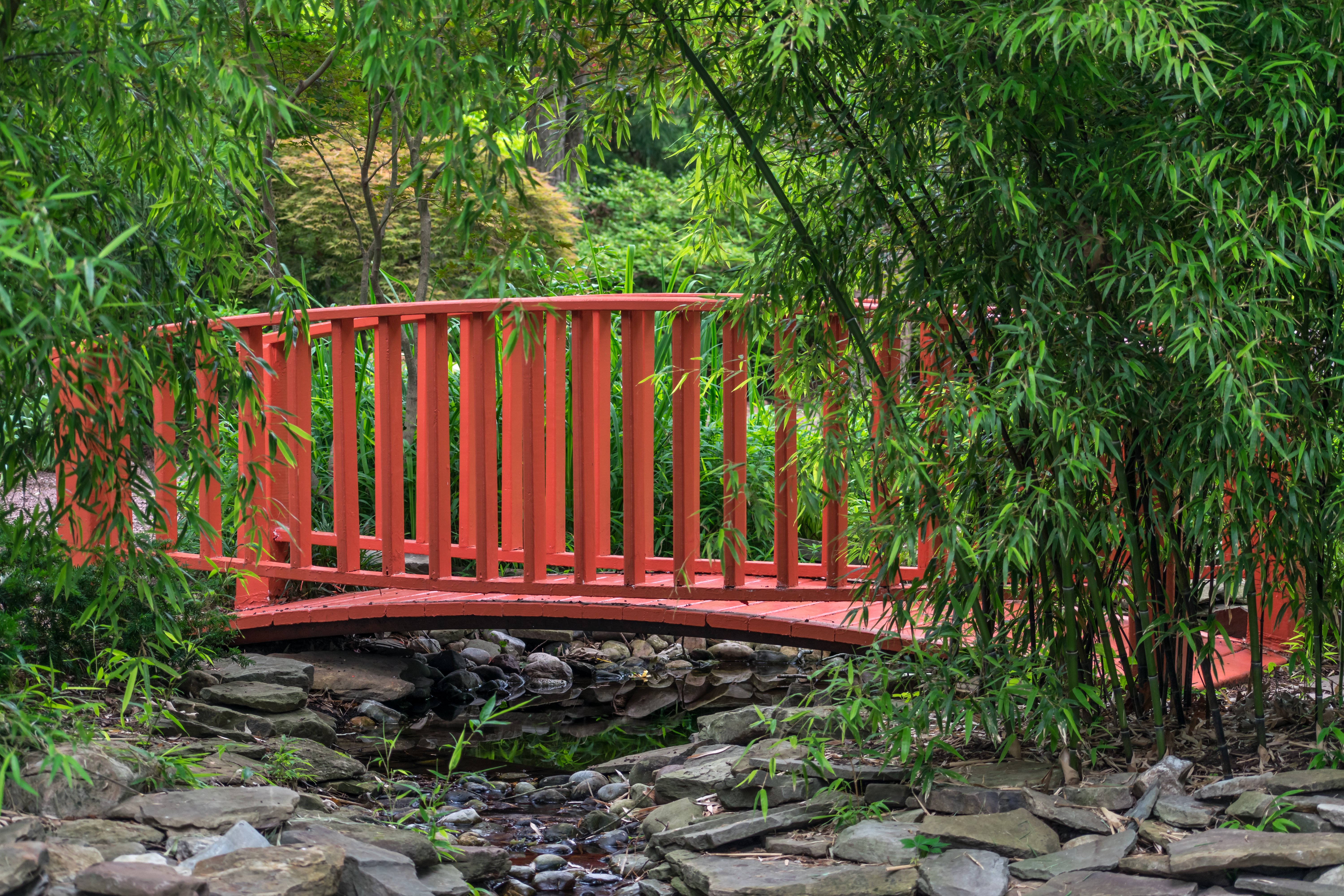
姉妹都市である宮崎市の名を冠した、宮崎日本庭園内に架かる太鼓橋

バージニアビーチは、以下の3都市と姉妹都市提携を結んでいる。
- バンガー（イギリス・北アイルランド）
- 宮崎市（日本・宮崎県）
- モス（ノルウェー）